# Lucille Hegamin
Lucille Hegamin (* 29. November 1894 als Lucille Nelson in Macon, Georgia; † 1. März 1970 in New York City) war eine US-amerikanische Blues-Sängerin. Sie war 1920 die zweite Afroamerikanerin nach Mamie Smith, die Bluesaufnahmen machte.

## Leben und Wirken
Bereits im Alter von 15 Jahren war Lucille Nelson mit Minstrel-Shows im Süden der USA unterwegs. Sie wurde als „the Georgia Peach“ (der Georgia-Pfirsich) bekannt. 1914 ließ sie sich in Chicago nieder, wo sie mit Tony Jackson und Jelly Roll Morton arbeitete und den Pianisten Bill Hegamin heiratete. 1918 zog das Ehepaar Hegamin nach Los Angeles, im Jahr darauf nach New York. Bill Hegamin leitete die Begleitband seiner Frau, die „Blue Flame Syncopators“. Im August 1920 nahm Lucille Hegamin die Titel The Jazz Me Blues und „Everybody’s Blues“ für Arto Records auf; diese Aufnahmen verkauften sich gut. 1921 spielte sie, ebenfalls mit den Blue Flame Syncopators, für Black Swan Records den Arkansas Blues und I’ll Be Good But I’ll Be Lonesome ein, eine der populärsten Schallplatten des Jahres. Im selben Jahr tourte sie in  Pennsylvania, West Virginia und Ohio. Es folgten in den nächsten Jahren weitere Plattenaufnahmen, teilweise unter dem Pseudonym The Cameo Girl; mit He May Be Your Man, But He Comes to See Me Sometimes landete sie 1922 einen weiteren Hit. Im selben Jahr sang sie weiterhin in der New Yorker Aufführung von Shuffle Along.
Ab 1926 trat Hegamin in verschiedenen Revuen auf; 1928 nahm sie (begleitet von J. Russel Robinson) Always Be Careful Mama und Reckless Men auf. 1929 hatte sie eine Radiosendung in New York. Um 1934 zog sie sich aus dem Musikgeschäft zurück und arbeitete als Krankenschwester. Erst 1961 und 1962 machte sie wieder Aufnahmen. Lucille Hegamin starb 1970 in New York. Sie ist in Brooklyn beigesetzt.

## Diskographische Hinweise
- Buddy Tate, Victoria Spivey, Lucille Hegamin, Hannah Sylvester: A Basket of Blues (Spivey, 1962)
- Complete Recorded Works, Vol. 1: 1920–1922 (Document, 1995)
- Complete Recorded Works, Vol. 2: 1922–1923 (Document, 1995)
- Complete Recorded Works, Vol. 3: 1923–1932 (Document, 1995)
- Complete Recorded Works, Vol. 4: 1920–1926 (Document, 1998)